# Brenden Dillon
Brenden Dillon (* 13. November 1990 in Surrey, British Columbia) ist ein kanadischer Eishockeyspieler, der seit Juli 2024 bei den New Jersey Devils aus der National Hockey League unter Vertrag steht und dort auf der Position des Verteidigers spielt. Zuvor war der Kanadier in der Liga bereits für die Dallas Stars (2012–2014), San Jose Sharks (2014–2020), Washington Capitals (2020–2021) und Winnipeg Jets (2021–2024) aktiv.

## Karriere
Brenden Dillon begann seine Karriere als Eishockeyspieler in der Nachwuchsmannschaft Hope Icebreakers, für die er in der Saison 2006/07 in der Pacific Junior Hockey League aktiv war. Anschließend spielte der Verteidiger vier Jahre lang für die Seattle Thunderbirds in der kanadischen Top-Juniorenliga Western Hockey League. Am 1. März 2011 unterschrieb er einen Vertrag als Free Agent bei den Dallas Stars aus der National Hockey League. Bei deren Farmteam Texas Stars beendete er die Saison 2010/11 in der American Hockey League. In der Saison 2011/12 konnte der Kanadier mit 29 Scorerpunkten, davon sechs Tore, in 76 AHL-Spielen für die Texas Stars überzeugen, woraufhin er parallel zu seinem NHL-Debüt für die Dallas Stars kam, blieb bei seinem einzigen Einsatz jedoch punkt- und torlos. In der aufgrund eines Lockouts verkürzten Saison 2012/13 spielte er zunächst erneut für die Texas Stars in der AHL, ehe er nach Beginn der NHL-Spielzeit in den NHL-Kader der Dallas Stars berufen wurde.
Im November 2014 gaben ihn die Dallas Stars an die San Jose Sharks ab und erhielten im Gegenzug Jason Demers sowie ein Drittrunden-Wahlrecht für den NHL Entry Draft 2016. In Kalifornien war der Kanadier in der Folge knapp fünf Jahre lang aktiv, ehe er im Februar 2020 zu den Washington Capitals transferiert wurde. Diese sandten im Gegenzug ein Zweitrunden-Wahlrecht für den NHL Entry Draft 2020 sowie ein konditionales Drittrunden-Wahlrecht für den NHL Entry Draft 2021 nach San Jose. Darüber hinaus übernehmen die Sharks weiterhin die Hälfte von Dillons Gehalt. Im Juli 2021 erhielten die Hauptstädter Zweitrunden-Wahlrechte im NHL Entry Draft 2022 und 2023 der Winnipeg Jets im Tausch für den Abwehrspieler.
In Winnipeg war Dillon drei Jahre aktiv, ehe er sich im Juli 2024 als Free Agent den New Jersey Devils anschloss. Dort erhielt er einen neuen Dreijahresvertrag mit einem Gesamtvolumen von zwölf Millionen US-Dollar.

### International
Auf internationaler Ebene vertrat Dillon sein Heimatland bei der Weltmeisterschaft 2013 in Schweden und Finnland. Dabei kam Dillon in allen acht Turnierspielen der Kanadier zum Einsatz und erzielte dabei ein Tor. Die Mannschaft belegte am Turnierende den fünften Platz.

## Karrierestatistik
Stand: Ende der Saison 2024/25

### International
Vertrat Kanada bei:
- Weltmeisterschaft 2013

(Legende zur Spielerstatistik: Sp oder GP = absolvierte Spiele; T oder G = erzielte Tore; V oder A = erzielte Assists; Pkt oder Pts = erzielte Scorerpunkte; SM oder PIM = erhaltene Strafminuten; +/− = Plus/Minus-Bilanz; PP = erzielte Überzahltore; SH = erzielte Unterzahltore; GW = erzielte Siegtore; 1 Play-downs/Relegation; Kursiv: Statistik nicht vollständig)